# 贝尔纳堡 (伊泽尔省)
贝尔纳堡（法語：Château-Bernard，法語發音：[ʃato bɛʁnaʁ]）是法国伊泽尔省的一个市镇，位于该省中南部，属于格勒诺布尔区。

## 地理
贝尔纳堡（44°58'30"N, 5°34'35"E）面积18.27 平方千米，位于法国奥弗涅-罗讷-阿尔卑斯大区伊泽尔省，该省份为法国东南部内陆省份，北起顺时针与安省、萨瓦省、上阿尔卑斯省、德龙省、阿尔代什省、卢瓦尔省和罗讷省。
与贝尔纳堡接壤的市镇（或旧市镇、城区）包括：维拉尔德朗斯、科朗松昂韦科尔、勒加、米里贝勒-朗沙特尔、圣昂代奥勒。

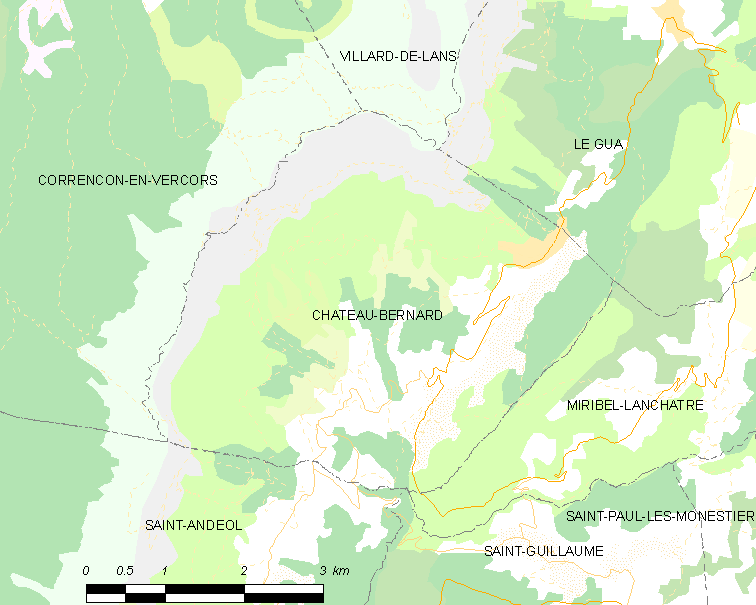
的OSM定位图

贝尔纳堡的时区为UTC+01:00、UTC+02:00（夏令时）。

## 行政
贝尔纳堡的邮政编码为38650，INSEE市镇编码为38090。

## 政治
贝尔纳堡所属的省级选区为马泰西讷-特列沃县。

## 人口

1962-2008年间人口变化图示

贝尔纳堡于2022年1月1日时的人口数量为286人。